# سوق الأحد (حارة)

تعديل مصدري - تعديل

سوق الأحد إحدى حارات مدينة النادرة بمحافظة إب، بلغ تعداد سكانها 427 نسمة حسب تعداد اليمن لعام 2004.